# اومسویل (اورگن)
اومسویل (به انگلیسی: Aumsville) شهری در شهرستان ماریون ایالت اورگن است و در سرشماری سال ۲۰۱۱ میلادی، ۳٬۵۸۴ نفر جمعیت داشته که نسبت به سال ۲۰۱۰، ۲٫۶۸ درصد رشد جمعیت داشته‌است.

## موقعیت جغرافیایی
موقعیت جغرافیایی شهرها و مناطق اطراف به شرح زیر است: